# Damian Janikowski
Damian Janikowski (Breslavia, 27 giugno 1989) è un lottatore polacco, specializzato nella lotta greco-romana.

## Palmarès
- Giochi olimpici

Londra 2012: bronzo negli 84 kg.
- Mondiali

Istanbul 2011: argento negli 84 kg.
- Europei

Belgrado 2012: argento negli 84 kg.
Vantaa 2014: bronzo negli 85 kg.